# Wisbech
Wisbech (API : /'wɪzbiʧ/) est une commune de Grande-Bretagne, située dans le comté du Cambridgeshire en Angleterre.

## Musées
Le musée Wisbech & Fenland sur la place du Musée a ouvert ses portes en 1847.  Le musée conserve le manuscrit original de Les Grandes Espérances de Charles Dickens.

## Jumelage
Elle est jumelée à :
- Arles (France) depuis 1964[2]

## Le port de Wisbech
Le port intérieur de Wisbech, dans le comté du Cambridgeshire, a décidé de relancer son activité de réparation navale avec notamment l'acquisition d'un nouveau portique de levage. Cette approche vise à faire de cette activité industrielle, le moteur d'une opération plus vaste de régénération économique et urbaine. Un programme de 50 millions de livres prévoit la construction de 400 logements, d'immeubles de bureaux et d'un club nautique.

## Personnalités liées à la commune
- Thomas Clarkson (1760-1846), abolitionniste anglais anglican, y est né ;
- John Feckenham (vers 1515 - octobre 1584), ecclésiastique anglais et le dernier abbé de Westminster, y est mort ;
- William Godwin (1756-1836), philosophe, théoricien politique et romancier britannique, y est né ;
- William Hazlitt, est un écrivain irlando-britannique qui se maria à Wisbech ;
- Octavia Hill, réformiste sociale ;
- Priscilla Hannah Peckover, militante pacifiste ;
- Harold Kroto (1939-2013), chimiste britannique et colauréat du prix Nobel de chimie de 1996, y est né ;
- Joe Perry (1974-), joueur professionnel anglais de snooker, y est né.